# 勒申特
勒申特（英語：Le Center）是一個位於美國明尼蘇達州勒蘇爾縣的都市。根據2010年美國人口普查，該地共人口2499人，而該地的面積約為3.91平方千米。同時該地也是勒蘇爾縣的縣治。

## 地理
勒申特的座標為44°23′19″N 93°43′51″W / 44.38861°N 93.73083°W，而該地的平均海拔高度為323米（即1060英尺）。